# Liga ACB 2011-12
La temporada 2011/12 de la Liga ACB, o Liga Endesa, se inició el 8 de octubre de 2011 y finalizó el 16 de junio de 2012 con la victoria del Regal FC Barcelona ante el Real Madrid CF en el quinto partido de la final.
El UCAM Murcia y el Blu:sens Monbus Obradoiro CAB lograron el ascenso de la Liga LEB Oro y ocuparon el lugar de los descendidos CB Granada y Menorca Bàsquet.
En la primera jornada de la competición se aplazó el encuentro entre CAI Zaragoza y el Blancos de Rueda Valladolid por una decisión extradeportiva, ya que un Juzgado Mercantil de Valladolid solicitó a la ACB el aplazamiento del partido por las diferencias existentes entre el club vallisoletano y la FIBA. La FIBA no tramitó los transfers internacionales que son un requisito indispensable para permitir la alineación de determinados jugadores del CB Valladolid, la razón es el impago de salarios a jugadores en temporadas anteriores.
Al final de la temporada el Asefa Estudiantes hubiese perdido la categoría por primera vez en su historia, pero el Iberostar Canarias, campeón de la Liga LEB, no pudo ascender a la Liga ACB al no hacer efectivos los pagos. El Menorca Bàsquet, vencedor del playoff de ascenso, tampoco pudo conseguir los recursos económicos necesarios por lo que renunció a formar parte de la Liga ACB 2012/13. Por lo tanto Asefa Estudiantes y Blancos de Rueda Valladolid mantuvieron la categoría a pesar de haberla perdido en las pistas.

## Datos de los clubes
| Equipo                                     | Entrenador        | Ciudad                     | Pabellón                             | Aforo          |
| ------------------------------------------ | ----------------- | -------------------------- | ------------------------------------ | -------------- |
| Asefa Estudiantes                          | Trifón Poch       | Madrid                     | Palacio de Deportes / Vistalegre     | 15.000         |
| Assignia Manresa                           | Jaume Ponsarnau   | Manresa                    | Nou Congost                          | 5.000          |
| Banca Cívica Sevilla                       | Joan Plaza        | Sevilla                    | Palacio de Deportes San Pablo        | 7.626          |
| Blancos de Rueda Valladolid                | Roberto González  | Valladolid                 | Polideportivo Pisuerga               | 6.800          |
| Blu:sens Monbus Obradoiro CAB              | Moncho Fernández  | Santiago de Compostela     | Multiusos Fontes do Sar              | 6.000          |
| CAI Zaragoza                               | José Luis Abós    | Zaragoza                   | Pabellón Príncipe Felipe             | 11.000         |
| Caja Laboral Baskonia                      | Duško Ivanović    | Vitoria                    | Iradier Arena / Fernando Buesa Arena | 8.400 / 15.504 |
| FIATC Joventut                             | Salva Maldonado   | Badalona                   | Pabellón Olímpico de Badalona        | 12.500         |
| Gescrap Bizkaia                            | Fotis Katsikaris  | Bilbao                     | Bilbao Arena                         | 10.000         |
| Gran Canaria 2014                          | Pedro Martínez    | Las Palmas de Gran Canaria | Centro Insular de Deportes           | 5.200          |
| Lagun Aro GBC                              | Sito Alonso       | San Sebastián              | San Sebastián Arena 2016             | 11.000         |
| CB Lucentum Alicante                       | Txus Vidorreta    | Alicante                   | Centro de Tecnificación              | 5.400          |
| Mad-Croc Fuenlabrada                       | Porfirio Fisac    | Fuenlabrada                | Pabellón Fernando Martín             | 5.300          |
| Real Madrid CF                             | Pablo Laso        | Madrid                     | Palacio de Deportes                  | 15.000         |
| Regal FC Barcelona                         | Xavier Pascual    | Barcelona                  | Palau Blaugrana                      | 8.000          |
| UCAM Murcia                                | Óscar Quintana    | Murcia                     | Palacio de Deportes de Murcia        | 7.454          |
| Unicaja Málaga                             | Luis Casimiro     | Málaga                     | José María Martín Carpena            | 10.233         |
| Valencia BC                                | Velimir Perasović | Valencia                   | Pabellón Fuente de San Luis          | 9.000          |
| Datos actualizados a: 20 de marzo de 2012. |                   |                            |                                      |                |

### Cambios de entrenadores
| Jda. | Club                        | Entrenador saliente | Fecha del cese      | Reemplazado por   |
| ---- | --------------------------- | ------------------- | ------------------- | ----------------- |
| 17   | Valencia BC                 | Paco Olmos          | 22 de enero de 2012 | Velimir Perasović |
| 18   | UCAM Murcia                 | Luis Guil           | 30 de enero de 2012 | Óscar Quintana    |
| 18   | Blancos de Rueda Valladolid | Luis Casimiro       | 30 de enero de 2012 | Roberto González  |
| 22   | Asefa Estudiantes           | Pepu Hernández      | 6 de marzo de 2012  | Trifón Poch       |
| 25   | Unicaja Málaga              | Chus Mateo          | 19 de marzo de 2012 | Luis Casimiro     |

### Equipos por comunidades autónomas
| Comunidad autónoma   | N.º | Equipos                                                  |
| -------------------- | --- | -------------------------------------------------------- |
| Cataluña             | 3   | Assignia Manresa, FIATC Joventut y Regal FC Barcelona    |
| Comunidad de Madrid  | 3   | Asefa Estudiantes, Mad-Croc Fuenlabrada y Real Madrid CF |
| País Vasco           | 3   | Caja Laboral Baskonia, Gescrap Bizkaia y Lagun Aro GBC   |
| Andalucía            | 2   | Banca Cívica Sevilla y Unicaja Málaga                    |
| Comunidad Valenciana | 2   | CB Lucentum Alicante y Valencia BC                       |
| Aragón               | 1   | CAI Zaragoza                                             |
| Castilla y León      | 1   | Blancos de Rueda Valladolid                              |
| Galicia              | 1   | Blu:sens Monbus Obradoiro CAB                            |
| Canarias             | 1   | Gran Canaria 2014                                        |
| Región de Murcia     | 1   | UCAM Murcia                                              |

## Detalles de la competición liguera

### Clasificación de la liga regular
| Pos | Equipo                        | J  | G  | P  | PF   | PC   | Dif  |
| --- | ----------------------------- | -- | -- | -- | ---- | ---- | ---- |
| 1   | Regal FC Barcelona            | 34 | 29 | 5  | 2639 | 2232 | +407 |
| 2   | Real Madrid CF                | 34 | 26 | 8  | 2829 | 2513 | +316 |
| 3   | Caja Laboral Baskonia         | 34 | 23 | 11 | 2545 | 2384 | +161 |
| 4   | Valencia BC                   | 34 | 20 | 14 | 2531 | 2401 | +130 |
| 5   | Lagun Aro GBC                 | 34 | 19 | 15 | 2664 | 2578 | +86  |
| 6   | Gescrap Bizkaia               | 34 | 19 | 15 | 2642 | 2615 | +27  |
| 7   | Banca Cívica Sevilla          | 34 | 18 | 16 | 2523 | 2460 | +63  |
| 8   | CB Lucentum Alicante          | 34 | 18 | 16 | 2352 | 2439 | -87  |
| 9   | Unicaja Málaga                | 34 | 17 | 17 | 2509 | 2562 | -53  |
| 10  | CAI Zaragoza                  | 34 | 16 | 18 | 2404 | 2454 | -50  |
| 11  | FIATC Joventut                | 34 | 16 | 18 | 2493 | 2562 | -69  |
| 12  | Assignia Manresa              | 34 | 15 | 19 | 2497 | 2559 | -62  |
| 13  | Blu:sens Monbus Obradoiro CAB | 34 | 13 | 21 | 2405 | 2481 | -76  |
| 14  | Gran Canaria 2014             | 34 | 13 | 21 | 2268 | 2395 | -127 |
| 15  | UCAM Murcia                   | 34 | 13 | 21 | 2439 | 2512 | -73  |
| 16  | Mad-Croc Fuenlabrada          | 34 | 12 | 22 | 2414 | 2585 | -171 |
| 17  | Asefa Estudiantes             | 34 | 11 | 23 | 2394 | 2573 | -179 |
| 18  | Blancos de Rueda Valladolid   | 34 | 8  | 26 | 2349 | 2592 | -243 |

|  | Campeón, clasificado para la Euroliga |
|  | Clasificados para Euroliga            |
|  | Clasificados para la Eurocup          |
|  | Descienden a Liga LEB                 |

J = Partidos jugados; G = Partidos ganados; P = Partidos perdidos; PF = Puntos a favor; PC = Puntos en contra; Dif = Diferencia de puntos 
 

## Play Off por el título
|  | Cuartos de final        | Cuartos de final       |                         |                      | Semifinales            | Semifinales            |  |                      | Final                  | Final                  |  |
|  | Al mejor de 3 partidos  | Al mejor de 3 partidos |                         |                      | Al mejor de 5 partidos | Al mejor de 5 partidos |  |                      | Al mejor de 5 partidos | Al mejor de 5 partidos |  |
|  |                         |                        |                         |                      |                        |                        |  |                      |                        |                        |  |
|  |                         |                        |                         |                      |                        |                        |  |                      |                        |                        |  |
|  | 1 Regal FC Barcelona    | 2                      |                         |                      |                        |                        |  |                      |                        |                        |  |
|  | 1 Regal FC Barcelona    | 2                      |                         |                      |                        |                        |  |                      |                        |                        |  |
|  | 8 CB Lucentum Alicante  | 0                      |                         |                      |                        |                        |  |                      |                        |                        |  |
|  | 8 CB Lucentum Alicante  | 0                      |                         | 1 Regal FC Barcelona | 3                      |                        |  |                      |                        |                        |  |
|  |                         |                        |                         | 1 Regal FC Barcelona | 3                      |                        |  |                      |                        |                        |  |
|  |                         |                        | 4 Valencia BC           | 1                    |                        |                        |  |                      |                        |                        |  |
|  | 4 Valencia BC           | 2                      | 4 Valencia BC           | 1                    |                        |                        |  |                      |                        |                        |  |
|  | 4 Valencia BC           | 2                      |                         |                      |                        |                        |  |                      |                        |                        |  |
|  | 5 Lagun Aro GBC         | 1                      |                         |                      |                        |                        |  |                      |                        |                        |  |
|  | 5 Lagun Aro GBC         | 1                      |                         |                      |                        |                        |  | 1 Regal FC Barcelona | 3                      |                        |  |
|  |                         |                        |                         |                      |                        |                        |  | 1 Regal FC Barcelona | 3                      |                        |  |
|  |                         |                        | 2 Real Madrid CF        | 2                    |                        |                        |  |                      |                        |                        |  |
|  | 2 Real Madrid CF        | 2                      | 2 Real Madrid CF        | 2                    |                        |                        |  |                      |                        |                        |  |
|  | 2 Real Madrid CF        | 2                      |                         |                      |                        |                        |  |                      |                        |                        |  |
|  | 7 Banca Cívica Sevilla  | 0                      |                         |                      |                        |                        |  |                      |                        |                        |  |
|  | 7 Banca Cívica Sevilla  | 0                      |                         | 2 Real Madrid CF     | 3                      |                        |  |                      |                        |                        |  |
|  |                         |                        |                         | 2 Real Madrid CF     | 3                      |                        |  |                      |                        |                        |  |
|  |                         |                        | 3 Caja Laboral Baskonia | 2                    |                        |                        |  |                      |                        |                        |  |
|  | 3 Caja Laboral Baskonia | 2                      | 3 Caja Laboral Baskonia | 2                    |                        |                        |  |                      |                        |                        |  |
|  | 3 Caja Laboral Baskonia | 2                      |                         |                      |                        |                        |  |                      |                        |                        |  |
|  | 6 Gescrap Bizkaia       | 0                      |                         |                      |                        |                        |  |                      |                        |                        |  |
|  | 6 Gescrap Bizkaia       | 0                      |                         |                      |                        |                        |  |                      |                        |                        |  |
|  |                         |                        |                         |                      |                        |                        |  |                      |                        |                        |  |

| Campeón de la Liga ACB 2011-12           |
| ---------------------------------------- |
| Regal FC Barcelona Décimo séptimo título |

## Nominaciones

### Quinteto ideal de la temporada
| Posición  | Jugador         | Equipo                |
| --------- | --------------- | --------------------- |
| Base      | Sergio Llull    | Real Madrid CF        |
| Escolta   | Sergi Vidal     | Lagun Aro GBC         |
| Alero     | Andy Panko      | Lagun Aro GBC         |
| Ala-pívot | Mirza Teletović | Caja Laboral Baskonia |
| Pívot     | Erazem Lorbek   | Regal FC Barcelona    |

|  | MVP de la temporada |

### MVPde la final
| Posición  | Jugador       | Equipo             |
| --------- | ------------- | ------------------ |
| Ala-pívot | Erazem Lorbek | Regal FC Barcelona |

### Jugador revelación de la temporada
| Posición | Jugador     | Equipo           |
| -------- | ----------- | ---------------- |
| Alero    | Micah Downs | Assignia Manresa |

### Mejor entrenador
| Entrenador     | Equipo             |
| -------------- | ------------------ |
| Xavier Pascual | Regal FC Barcelona |

### Jugador de la jornada
| Jornada | Jugador                 | Equipo                        | Valoración |
| ------- | ----------------------- | ----------------------------- | ---------- |
| 1       | Kyle Singler            | CB Lucentum Alicante          | 32         |
| 2       | Boniface N'Dong         | Regal FC Barcelona            | 29         |
| 3       | Rudy Fernández          | Real Madrid CF                | 35         |
| 4       | Juan Carlos Navarro     | Regal FC Barcelona            | 28         |
| 5       | Paul Davis              | Banca Cívica Sevilla          | 36         |
| 6       | Nando de Colo           | Valencia BC                   | 37         |
| 7       | Rafael Hettsheimeir     | CAI Zaragoza                  | 32         |
| 7       | Hervé Touré             | Blancos de Rueda Valladolid   | 32         |
| 8       | Kaloyan Ivanov          | CB Lucentum Alicante          | 33         |
| 9       | Gustavo Ayón            | Mad-Croc Fuenlabrada          | 43         |
| 10      | Kaloyan Ivanov (2)      | CB Lucentum Alicante          | 34         |
| 11      | Kaloyan Ivanov (3)      | CB Lucentum Alicante          | 42         |
| 12      | Márquez Haynes          | Gran Canaria 2014             | 32         |
| 13      | Bracey Wright           | CAI Zaragoza                  | 40         |
| 14      | Justin Doellman         | Assignia Manresa              | 41         |
| 15      | Andy Panko              | Lagun Aro GBC                 | 32         |
| 16      | Josh Asselin            | Assignia Manresa              | 34         |
| 16      | Paul Davis (2)          | Banca Cívica Sevilla          | 34         |
| 17      | D'or Fischer            | Gescrap Bizkaia               | 38         |
| 18      | Stephane Lasme          | Blu:sens Monbus Obradoiro CAB | 37         |
| 19      | D'or Fischer (2)        | Gescrap Bizkaia               | 33         |
| 20      | Mirza Teletović         | Caja Laboral Baskonia         | 32         |
| 21      | James Augustine         | UCAM Murcia                   | 30         |
| 22      | Sergi Vidal             | Lagun Aro GBC                 | 30         |
| 23      | Sergio Llull            | Real Madrid CF                | 27         |
| 24      | Marko Banić             | Gescrap Bizkaia               | 29         |
| 25      | Jaycee Carroll          | Real Madrid CF                | 39         |
| 26      | Aaron Jackson           | Gescrap Bizkaia               | 28         |
| 26      | Erazem Lorbek           | Regal FC Barcelona            | 28         |
| 27      | Curtis Borchardt        | Blancos de Rueda Valladolid   | 27         |
| 28      | Luka Žorić              | Unicaja Málaga                | 33         |
| 29      | Sergio Llull (2)        | Real Madrid CF                | 31         |
| 30      | Boniface N'Dong (2)     | Regal FC Barcelona            | 31         |
| 31      | Juan Carlos Navarro (2) | Regal FC Barcelona            | 42         |
| 32      | Andy Panko (2)          | Lagun Aro GBC                 | 28         |
| 33      | James Augustine (2)     | UCAM Murcia                   | 35         |
| 34      | Germán Gabriel          | Asefa Estudiantes             | 29         |
| 34      | Spencer Nelson          | Gran Canaria 2014             | 29         |

### Jugador del mes
| Mes       | Jornadas | Jugador         | Equipo               | Valoración |
| --------- | -------- | --------------- | -------------------- | ---------- |
| Octubre   | 1-5      | Joel Freeland   | Unicaja Málaga       | 26,3       |
| Noviembre | 6-9      | Gustavo Ayón    | Mad-Croc Fuenlabrada | 24,25      |
| Diciembre | 10-13    | Kaloyan Ivanov  | CB Lucentum Alicante | 26,5       |
| Enero     | 14-18    | Justin Doellman | Assignia Manresa     | 25         |
| Febrero   | 19-21    | Sergio Llull    | Real Madrid CF       | 21,7       |
| Marzo     | 22-26    | Sergi Vidal     | Lagun Aro GBC        | 21         |
| Abril     | 27-32    | Boniface N'Dong | Regal FC Barcelona   | 18,2       |
| Mayo      | 33-34    | James Augustine | UCAM Murcia          | 30         |

## Estadísticas

### Estadísticas individuales de liga regular
| Categoría                  | Jugador          | Equipo                        | Media  | Partidos | Total   |
| -------------------------- | ---------------- | ----------------------------- | ------ | -------- | ------- |
| Valoración                 | Gustavo Ayón     | Mad-Croc Fuenlabrada          | 21,9   | 10       | 219     |
| Puntos por partido         | Andy Panko       | Lagun Aro GBC                 | 18,9   | 34       | 643     |
| Rebotes por partido        | James Augustine  | UCAM Murcia                   | 8,32   | 34       | 283     |
| Rebotes defensivos         | Joel Freeland    | Unicaja Málaga                | 5,42   | 31       | 168     |
| Rebotes ofensivos          | Kaloyan Ivanov   | CB Lucentum Alicante          | 3,52   | 33       | 116     |
| Asistencias por partido    | Javi Rodríguez   | Assignia Manresa              | 6,24   | 29       | 181     |
| Tapones por partido        | D'or Fischer     | Gescrap Bizkaia               | 1,9    | 31       | 59      |
| Recuperaciones por partido | Pablo Prigioni   | Caja Laboral Baskonia         | 1,91   | 32       | 61      |
| Mates por partido          | Boniface N'Dong  | Regal FC Barcelona            | 1,66   | 29       | 48      |
| Porcentaje de tiros libres | Alberto Corbacho | Blu:sens Monbus Obradoiro CAB | 93,65% | 33       | 59/63   |
| Porcentaje de tiros de 2   | Gustavo Ayón     | Mad-Croc Fuenlabrada          | 66,35% | 10       | 69/104  |
| Porcentaje de tiros de 3   | Kristaps Valters | Unicaja Málaga                | 47,27% | 29       | 52/110  |
| Faltas recibidas           | Kaloyan Ivanov   | CB Lucentum Alicante          | 6,27   | 33       | 207     |
| Faltas personales          | David Doblas     | Lagun Aro GBC                 | 3,65   | 34       | 124     |
| Tapones recibidos          | Lamont Barnes    | CB Lucentum Alicante          | 0,79   | 34       | 27      |
| Tapones recibidos          | Justin Doellman  | Assignia Manresa              | 0,79   | 34       | 27      |
| Pérdidas                   | Álex Mumbrú      | Gescrap Bizkaia               | 2,76   | 34       | 94      |
| + / – puntos               | Erazem Lorbek    | Regal FC Barcelona            | 8,5    | 33       | 280     |
| Minutos jugados            | Sergi Vidal      | Lagun Aro GBC                 | 33:29  | 33       | 1104:44 |

## Datos de los jugadores

### Jugadores por nacionalidades
| País de origen         | N.º | Listado |
| ---------------------- | --- | --- |
| España                 | 93  | Ver tabla |
| Estados Unidos         | 68  | Aloysius Anagonye, Josh Asselin, James Augustine, Lamont Barnes, Jimmy Baron, Curtis Borchardt, Michael Bramos, Louis Bullock, Jacob Burtschi, Earl Calloway, Nik Caner-Medley, Jaycee Carroll, Tremmell Darden, Paul Davis, Taquan Dean, Willie Deane, Troy DeVries, Ben Dewar, Justin Doellman, Joey Dorsey, Quincy Douby, Zabian Dowdell, Micah Downs, Chuck Eidson, Laurence Ekperigin, Tyrone Ellis, Ebi Ere, D'or Fischer, Josh Fisher, Gerald Fitch, Taurean Green, Mike Hall, Marquez Haynes, Jeremy Hazell, Bernard Hopkins, Aaron Jackson, Curtis Jerrells, Pooh Jeter, Tariq Kirksay, Rob Kurz, Marcus Landry, Chris Lofton, Román Martínez, Pete Mickeal, Spencer Nelson, Derrick Obasohan, Andy Ogide, Brad Oleson, Andy Panko, Pervis Pasco, Mark Payne, Charles Rhodes, Jason Robinson, Earl Rowland, Kahiem Seawright, Cedric Simmons, Kyle Singler, Chad Toppert, Alando Tucker, Ime Udoka, Michael Umeh, Judson Wallace, Matt Walsh, Deron Washington, Latavious Williams, Reggie Williams, Antoine Wright y Bracey Wright |
| Serbia                 | 10  | Nemanja Bjelica, Luka Bogdanović, Stefan Marković, Dejan Musli, Kosta Perović, Marko Popović, Oliver Stević, Milenko Tepić, Uroš Tripković y Novica Veličković |
| Argentina              | 8   | Javier Bulfoni, Diego García, Hernán Jasen, Juan Ignacio Jasen, Leonardo Mainoldi, Andrés Nocioni, Pablo Prigioni y Federico Van Lacke |
| Brasil                 | 8   | Vitor Faverani, Rafael Freire, Rafael Hettsheimeir, Marcelinho Huertas, Augusto Lima, Raulzinho Neto, Lucas Nogueira y Tiago Splitter |
| Senegal                | 8   | Michel Diouf, Massine Fall, Papa Abdoulaye Mbaye, Boniface N'Dong, Mamadou Samb, Sitapha Savané, Mouhamed Sené y Pape Sow |
| Croacia                | 6   | Dalibor Bagarić, Marko Banić, Hrvoje Perić, Mario Stojić, Ante Tomić y Luka Žorić |
| Francia                | 6   | Nando de Colo, Stéphane Dumas, Thomas Heurtel, Florent Piétrus, Kévin Séraphin y Hervé Touré |
| Montenegro             | 6   | Milko Bjelica, Vladimir Golubović, Nikola Mirotić, Žarko Rakočević, Blagota Sekulić y Marko Todorović |
| República Checa        | 6   | Ondřej Balvín, Luboš Bartoň, Tomas Hampl, David Jelínek, Radovan Kouril y Tomáš Satoranský |
| Reino Unido            | 5   | Kieron Achara, Robert Archibald, Andrew Betts, Daniel Clark y Joel Freeland |
| Australia              | 4   | David Barlow, Joe Ingles, Brad Newley y Andrew Ogilvy |
| Bosnia y Herzegovina   | 4   | Damir Krupalija, Ognjen Kuzmić, Nedžad Sinanović y Mirza Teletović |
| Eslovenia              | 4   | Mirza Begić, Goran Dragić, Erazem Lorbek y Samo Udrih |
| Bélgica                | 3   | Yannick Driesen, Axel Hervelle y Sam Van Rossom |
| Canadá                 | 3   | Carl English, Levon Kendall y Andy Rautins |
| Grecia                 | 3   | Dimitrios Mavroeidis, Manolis Papamakarios y Kostas Vasileiadis |
| Letonia                | 3   | Jānis Blūms, Rihards Kuksiks y Kristaps Valters |
| Hungría                | 2   | Adam Hanga y Péter Lóránt |
| Islandia               | 2   | Haukur Palsson y Jón Arnór Stefánsson |
| Lituania               | 2   | Martynas Pocius y Darius Songaila |
| República Dominicana   | 2   | Eulis Báez y Luis Flores |
| Ucrania                | 2   | Sergiy Gladyr y Sergei Lishouk |
| Andorra                | 1   | Quino Colom |
| Belice                 | 1   | Milt Palacio |
| Bulgaria               | 1   | Kaloyan Ivanov |
| Colombia               | 1   | Juan Palacios |
| Costa de Marfil        | 1   | Mohamed Koné |
| Gabón                  | 1   | Stephane Lasme |
| Haití                  | 1   | Robert Joseph |
| Jamaica                | 1   | Kimani Ffriend |
| México                 | 1   | Gustavo Ayón |
| Nigeria                | 1   | Kenny Adeleke |
| Nueva Zelanda          | 1   | Kirk Penney |
| Países Bajos           | 1   | Henk Norel |
| Polonia                | 1   | Maciej Lampe |
| Puerto Rico            | 1   | Andrés Rodríguez |
| República del Congo    | 1   | Serge Ibaka |
| República D. del Congo | 1   | Christian Eyenga |
| Rusia                  | 1   | Yaroslav Korolev |
| Uruguay                | 1   | Jayson Granger |
| Venezuela              | 1   | Jhornan Zamora |

### Jugadores españoles porcomunidad autónoma
| Comunidad            | N.º | Listado |
| -------------------- | --- | --- |
| Cataluña             | 26  | Alex Barrera, Ferrán Bassas, Sergi Bertrán, Fernando Cerqueira, Joan Creus, Albert Fontet, Josep Franch, Jordi Grimau, Roger Grimau, Oriol Junyent, Ferran Laviña, Nacho Llovet, Raül López, Rafa Martínez, Román Montañez, Álex Mumbrú, Juan Carlos Navarro, Albert Oliver, Pierre Oriola, Xavi Rabaseda, Xavi Rey, Pau Ribas, Guillem Rubio, Víctor Sada, Jordi Trias y Sergi Vidal |
| Comunidad de Madrid  | 17  | Javier Beirán, Tomás Bellas, Rodrigo de la Fuente, Dani Díez, Jaime Fernández, Jorge Garbajosa, Eduardo Hernández-Sonseca, Carlos Jiménez, Alberto Jódar, Álvaro Lobo, Andrés Miso, Richard Nguema, Sergio Pérez, Guillermo Rejón, Jorge Sanz, Carlos Suárez y Javier Vega |
| Andalucía            | 9   | Pablo Aguilar, Pablo Almazán, Carlos Cabezas, Germán Gabriel, Isaac López, José Pozas, Felipe Reyes, Berni Rodríguez y Sergio Sánchez |
| Islas Baleares       | 7   | Álex Abrines, Alberto Corbacho, Rudy Fernández, Pedro Llompart, Sergio Llull, Joan Sastre y Pere Tomàs |
| País Vasco           | 6   | Unai Calbarro, Jon Cortaberría, Lander Lasa, Mikel Motos, Julen Olaizola y Javi Salgado |
| Castilla y León      | 5   | Antonio Izquierdo, Adrián Laso, Nacho Martín, Álvaro Muñoz y Pedro Rivero |
| Aragón               | 4   | Rogelio Legasa, Javier Marín, Nacho Ordín y Rodrigo San Miguel |
| Comunidad Valenciana | 4   | Larry Abia, Víctor Claver, Josep Pérez y Juanjo Triguero |
| Galicia              | 3   | Mario Cabanas, Javi Rodríguez y Fran Vázquez |
| Canarias             | 3   | Óscar Alvarado, Sergio Rodríguez y Fabio Santana |
| Navarra              | 3   | Ricardo Úriz, Alex Urtasun y Txemi Urtasun |
| Cantabria            | 2   | David Doblas y Fernando San Emeterio |
| Asturias             | 1   | Saúl Blanco |
| Castilla-La Mancha   | 1   | Víctor Arteaga |
| La Rioja             | 1   | Eduardo Martínez |
| Región de Murcia     | 1   | Álex Hernández |

| Predecesor: Temporada 2010-11 | Liga ACB 2011-12 | Sucesor: Temporada 2012-13 |